# Шипулино (Псковская область)
Шипулино — деревня в Великолукском районе Псковской области России. Входит в состав сельского поселения «Купуйская волость».
Расположена в центре района, западнее озера Псово, в 9 км к югу от волостного центра Купуй и в 26 км к югу от райцентра Великие Луки.

## Население
Численность населения по оценке на 2000 год составляла 6 жителей, на 2010 год — 10 жителей.

## История
До 2005 года входила в состав Пореченской волости.